# Stemmal

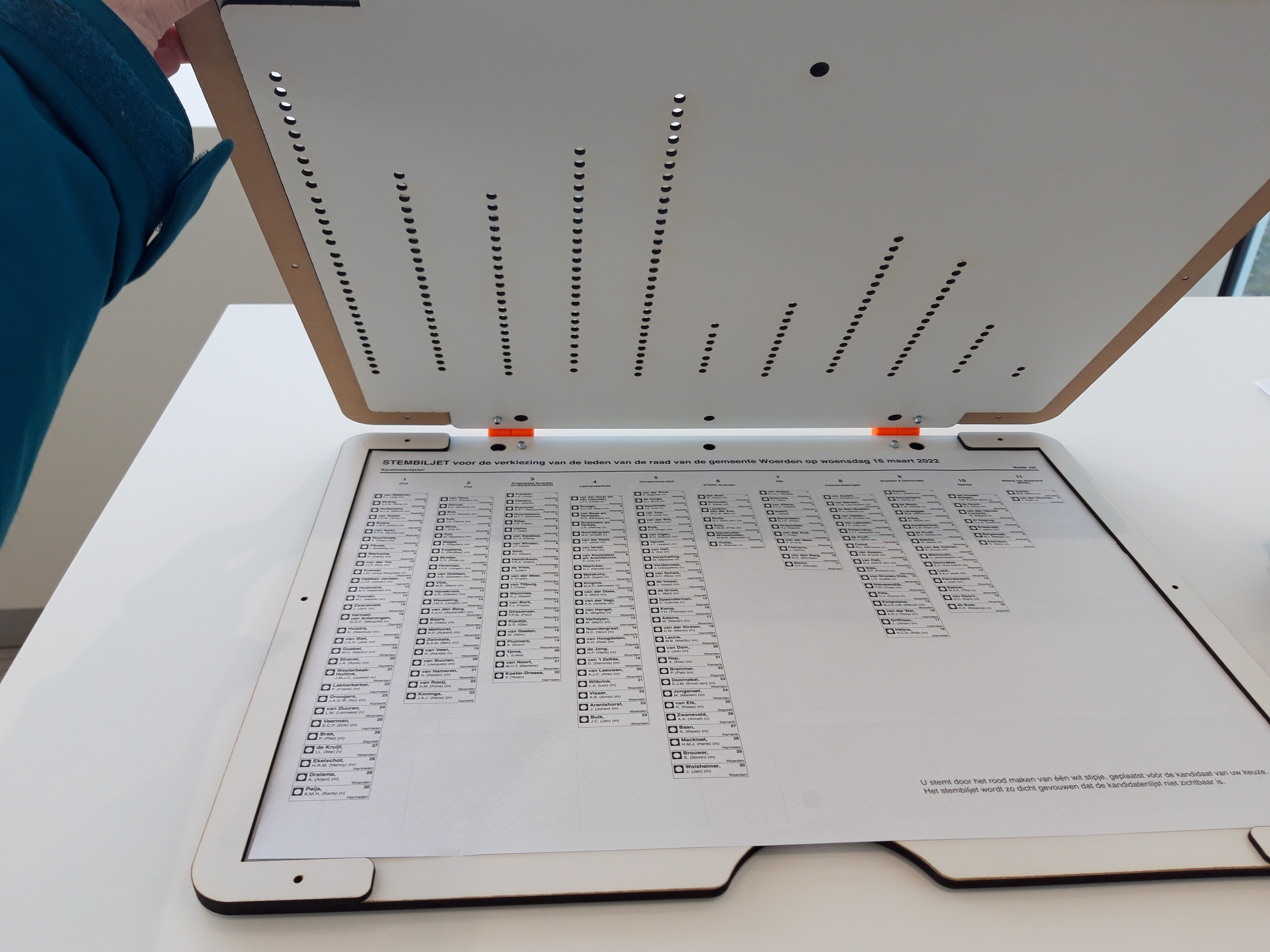
geopende stemmal met stembiljet

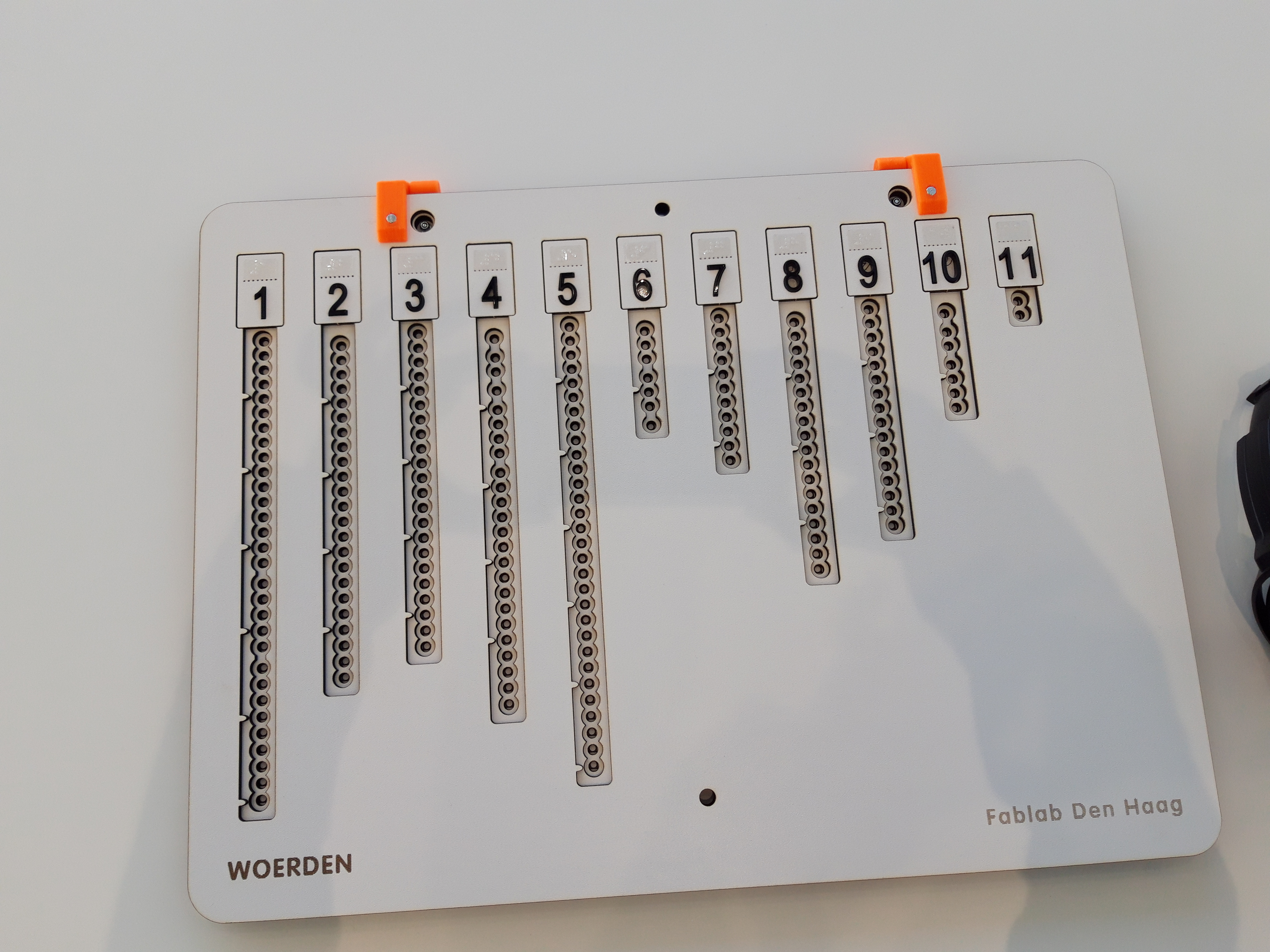
Stemmal gesloten voor 11 kandidatenlijsten.

Een stemmal is een hulpmiddel om het mensen met een visuele beperking mogelijk te maken om een stem uit te brengen bij verkiezingen. Daarbij wordt audio-ondersteuning gebruikt waarbij de kandidatenlijsten worden voorgelezen. 
De stemmal werd in Nederland gebruikt bij de verkiezingen voor de gemeenteraad in 2022 en was beschikbaar in 82 gemeenten.